# الهيئة العليا لتحقيق أهداف الثورة والإصلاح السياسي والانتقال الديمقراطي

محرك البحث غوغل يوم 23 أكتوبر 2011، بمناسبة إنجاز أول انتخابات ديمقراطية بعد الثورة التونسية والإطاحة بدكتاتورية نظام بن علي.

الهيئة العليا لتحقيق أهداف الثورة والإصلاح السياسي والانتقال الديمقراطي هي هيئة ثورية شبه تشريعية أسست في 15 مارس 2011 بعد أسابيع من الثورة التونسية، وذلك بعد اندماج لجنة حماية الثورة (مجموعة تتمتع بالشرعية الثورية) واللجنة العليا للإصلاح السياسي (واحدة من ثلاث لجان عينت من قبل الحكومة التونسية)، وهدفها الإشراف على مسار الانتقال الديمقراطي في تونس وعلى الإصلاحات السياسية والدستورية في البلاد. عين عياض بن عاشور رئيسا لها.

بعد المصادقة على عدة قوانين وأهمها قانون الانتخابات وتكوين الهيئة العليا المستقلة للانتخابات، أنهت الهيئة أعمالها في 13 أكتوبر 2011، أيام قبل تنظيم انتخابات 23 أكتوبر 2011، أول انتخابات حرة في تاريخ البلاد، لتفسح المجال للمجلس الوطني التأسيسي، المجلس التشريعي الجديد المنتخب.

## التركيبة
ضمت الهيئة 71 عضوا في أوائل مارس، ثم أصبحوا 120 عضوا في نهاية الشهر، وأخيرا أصبحوا 155 في أبريل. تتكون الهيئة من 12 حزبا سياسيا و19 نقابة ومنظمة، وتضم منظمات وجمعيات المجتمع المدني وقطاع الأعمال بما في ذلك الإسلاميون المعتدلون والاشتراكيين والقوميين العرب والبعثيين، والتروتسكيين والماويين، تهدف أيضا لتمثيل الشباب والمناطق.

## القرارات
من أهم ما قامت به الهيئة هو تكوين وانتخاب الهيئة العليا المستقلة للانتخابات وتحديد تنظيمها.

في 11 أبريل، وبعد 11 يوما من التأخير، تمكنت من تحديد قانون الانتخابات الجديد في المجلس الوطني التأسيسي التونسي. الذي يتطلب المساواة بين الجنسين في قائمة الحزب، وتوفير أقصى قدر من الفرص للأحزاب الصغيرة، وتشرف على تنظيمها الهيئة العليا المستقلة للانتخابات. كل شخص تحمل مسؤولية في صلب هياكل حزب التجمع الدستوري الديمقراطي الحاكم قبل الثورة، لا يحق له الترشح لهذه الانتخابات، ونفس الشيء بالنسبة لكل شخص ناشد الرئيس زين العابدين بن علي الترشح لولاية سادسة في 2014.

لأول مرة في تاريخ تونس، يمكن للتونسيين في الخارج التصويت والترشح للانتخابات.

## الأعضاء
| - العياشي الهمامي - جليلة بكار - أنور بن قدور - البوصيري بوعبدلي - فرحات القمرتي - منير قراجة - منجي بن عثمان - محمد الصغير أولاد أحمد - إبراهيم بودربالة - عبد العزيز المزوغي - عبد الستار بن موسى - عبد الجليل بوراوي - منصف وناس - عبد الحميد الأرقش - سفيان بالحاج محمد - هادية جراد - علي المحجوبي - مختار اليحياوي - عبد المجيد الشرفي - محمود الذوادي - محمد بوزريبة - سامي الجربي - نورة البورصالي - درة محفوظ | - خديجة الشريف - زينب فرحات - لزهر العكرمي - هالة عبد الجواد - محسن مرزوق - لطيفة لخضر - حسين الديماسي - منجي ميلاد - عدنان الحاجي - سمير الرابحي - سامية البكري - علياء الشريف - عبد الجبار بسيس - أحلام بلحاج - كلثوم كنو - مصطفى التليلي - صوفي بسيس - سمير عنابي - سفيان الشورابي - مسعود الرمضاني - مصطفى بن أحمد التليلي - أحميدة النيفر - مهدي مبروك - أمين سامي بن ساسي | - مبروك حرابي - زهير مخلوف - أحمد الكحلاوي - السيدة الحراثي - كريمة درويش - لمياء فرحاني - عبد الباسط بن حسن - فرج معتوق - نجيب حسني - محمد الرحيمي - أديب سودانة - عبد الرؤوف العبيدي - محمد علي الهاني - عماد الحيدوري - صوفية الهمامي - منصف مباركي - بلقاسم عباسي - فتحي التريكي - عدنان منصر - منية بوعلي - نجوى مخلوف - عبد السلام العرباوي - مصطفى عبد الكبير - محمد الهادي الكحولي |

| - عبد اللطيف الحداد (ولاية تطاوين) - الحبيب غلاب (ولاية نابل) - نعمان مجيد (ولاية صفاقس) - الفاضل بالطاهر (ولاية قبلي) | - توفيق الجريدي (ولاية قابس) - الهادي بن رمضان (ولاية جندوبة) - يوسف الصالحي (ولاية سيدي بوزيد) - فوزي الصدقاوي (ولاية بنزرت) | - عبد العزيز العايب (ولاية مدنين) - لطفي اليعقوبي (ولاية تونس) - رضا الرداوي (ولاية قفصة) - المولدي القسومي (ولاية القصرين) |

## روابط خارجية
- قائمة اعضاء مجلس الهيئة العليا لتحقيق أهداف الثورة والإصلاح السياسي والانتقال الديمقراطي، بوابة الحكومة التونسية، 7 أبريل 2011.
- (بالفرنسية) Tunisie, deux mois après la Révolution، معهد العلاقات الدولية والاستراتيجية، مارس 2011.
- (بالفرنسية) TUNISIE : la transparence des réunions de la Haute Instance demandée par les journalistes، ميديا بارت، 30 مارس 2011